# Condoto
Condoto – miasto w Kolumbii, w departamencie Chocó.